# Мороз, Борис Борисович
Бори́с Бори́сович Моро́з (25 августа 1928, Ленинград, СССР — 26 марта 2021) — советский и российский патофизиолог и радиобиолог, академик АМН СССР (1988), академик РАН (2013).

## Биография
Родился 25 августа 1928 года в Ленинграде.
В 1948 году окончил 1-й Московский медицинский институт, затем — аспирантуру в Институте патологии и терапии интоксикаций АМН СССР.
Далее вся трудовая карьера Б. Б. Мороза проходила в стенах Института биофизики АМН СССР (затем — Институт биофизики Минздрава СССР, затем — Федеральный медицинский биофизический центр имени А. И. Бурназяна), где он прошёл путь от младшего научного сотрудника до заместителя директора по науке, в последнее время был заведующим лабораторией.
В 1978 году избран членом-корреспондентом АМН СССР.
В 1988 году избран академиком АМН СССР, в 1992 году стал академиком РАМН.
В 2013 году стал академиком Российской академии наук (в рамках присоединения РАМН и РАСХН к РАН).
Скончался 26 марта 2021 года. Похоронен в Москве на Ваганьковском кладбище (участок 34).

## Научная деятельность
Специалист в области изучения патогенеза радиационных поражений и механизмов регуляции системы кроветворения в норме и в условиях патологии.
Исследовал проблемы патогенеза лучевой болезни и регуляции кроветворения. Им описаны нарушения функции органов и систем при острой и хронической лучевой болезни, изменения коронарного кровообращения и чувствительности сердца к фармакологическим препаратам при острой лучевой болезни; им установлено, что после внешнего воздействия ионизирующего излучения нарушается взаимодействие кортикостероидов с белками плазмы крови, и экспериментально обосновано представление о роли гиперкортицизма в патогенезе острой лучевой болезни; показана роль эндогенных глюкокортикоидов в регуляции процессов миграции и рециркуляции стволовых кроветворных клеток. Научный руководитель работ по разработке методологии клеточной терапии местных лучевых поражений.
Автор около 150 научных работ, в том числе две монографии по проблемам патогенеза лучевой болезни и регуляции кроветворения
С 1984 года — главный редактор журнала «Патологическая физиология и экспериментальная терапия».
Был заместителем председателя Всесоюзного научно-медицинского общества патофизиологов, учёным секретарём редакционного отдела «Патологическая физиология» Большой медицинской энциклопедии.

## Награды
- Орден Трудового Красного Знамени
- Орден Почёта (1996)[4]
- медали
- Нагрудный знак «А. И. Бурназян»
- Золотой крест ФМБА России